# Adelidea immaculata
Adelidea immaculata är en tvåvingeart som beskrevs av Mario Bezzi 1922. Adelidea immaculata ingår i släktet Adelidea och familjen svävflugor. Inga underarter finns listade i Catalogue of Life.